# Leocadio Hontoria
Leocadio Hontoria García nació en Baeza, Jaén (España) en 1966, donde vivió hasta los seis años. A esa edad su familia se traslada a Jaén, en donde vivió hasta empezar sus estudios universitarios. Estos estudios los realiza en la Universidad Complutense de Madrid, donde residió desde 1983 hasta 1991. Actualmente reside en Jaén.
Es Licenciado en Ciencias Físicas por la Universidad Complutense de Madrid (1991) y Doctor en Ciencias Físicas por la Universidad de Jaén (2002).
En 1993 empieza a trabajar en la Universidad de Jaén. En 1996 es contratado como profesor del Departamento de Ingeniería Electrónica y Automática y desde 2007 es profesor titular de Universidad. Su docencia se centra principalmente en el campo de la energía solar fotovoltaica, impartiendo tanto docencia de grado como de doctorado. Ha dirigido en torno a 40 proyectos fin de carrera de alumnos de ingeniería.
Su labor investigadora se ha centrado en el campo de la energía solar fotovoltaica, principalmente en el estudio de la radiación solar, siendo miembro desde su llegada a la universidad del grupo de investigación IDEA, anteriormente denominado Grupo Jaén de Técnica Aplicada.
Ha recibido una beca para la realización de una Maestría sobre Energías Renovables, participa desde 1995 en los principales Congresos Internacionales sobre Energía Solar contando con más de 30 ponencias, tiene escritos alrededor de 30 publicaciones entre revistas internacionales y capítulos de libros y ha participado en 20 proyectos de investigación.
Fue el director del Departamento de Ingeniería Electrónica y Automática de la Universidad de Jaén desde abril de 2008 hasta mayo de 2015.
- Datos: Q5973076